# Crying in the chapel
"Crying in the Chapel" (Li. "Llorando en la capilla") es una canción escrita por Artie Glenn y grabada por su hijo Darrell Glenn.  La canción fue lanzada en 1953 y alcanzó el número seis en la lista de Billboard.
La canción también ha sido grabada por muchos artistas, incluidos lThe Orioles, The Platters y June Valli, pero la versión más exitosa fue la de Elvis Presley, cuya grabación alcanzó el número tres en los EE. UU. y el número uno en el Reino Unido y varios países más en 1965 llegando a superar en posiciones del Billboard Hot 100, a temas como Help Me Ronda de The Beach Boys y Ticket to Ride de The Beatles.  Por otra parte, el álbum de Elvis His hand on mine, que contenía el tema Crying in the chapel, fue acreedor de un premio Grammy. 

## Antecedentes
Según el hijo menor de Artie Glenn, Larry, la canción se inspiró en una experiencia personal que tuvo su padre, y la capilla del título era la Iglesia Bautista Loving Avenue en Fort Worth, Texas.  Según este relato, Artie Glenn había sufrido un grave problema de espalda y, mientras estaba en el hospital, negoció con Dios que sería una mejor persona si Dios lo ayudaba a recuperarse. Se recuperó de una exitosa cirugía de columna y cuando le dieron el alta del hospital, fue a orar a la capilla más cercana que pudo encontrar. Mientras estaba en la capilla, comenzó a derramar lágrimas de alegría, de lo cual fue testigo el pastor.   Luego se le ocurrió la inspiración para la canción,  cuando regresó a casa, tenía la melodía básica y el estribillo, y esa noche terminó el resto de la canción.
El hijo de Artie, Darrell, grabó una demostración de la canción. La canción, sin embargo, fue rechazada por varios editores y no se publicó durante algún tiempo. La canción finalmente fue publicada por Valley Publishers,  mientras que un pequeño sello independiente Valley Records de Knoxville lanzó la grabación de Darrell Glenn como sencillo. 

## Versión de Elvis Presley
El 31 de octubre de 1960, Elvis Presley realizó una versión de la canción con planes de incluirla en su álbum de gospel RCA His Hand in Mine. Se grabaron tres tomas, pero ni Elvis ni  The Jordanaires, que proporcionaron coros, quedaron satisfechos. Por lo tanto finalmente, se decidió archivar las grabaciones y seguir adelante.
El 6 de abril de 1965, se emitió "Crying In the Chapel" en la "Gold Standard Series" de RCA. Se convirtió en el primer millón de ventas de Elvis desde "Return to Sender" en 1962 y en su mayor éxito en las listas en un lapso de seis años. El sencillo alcanzó el número tres en la lista de sencillos Billboard Hot 100 y encabezó la lista Easy Listening durante siete semanas.  Más tarde se incluyó como pista extra en el álbum gospel de Presley de 1967, How Great Thou Art. 
La versión de Presley también fue un éxito en el Reino Unido, donde permaneció dos semanas no consecutivas en el número uno  y en charts de países como Australia, Sudáfrica, Italia y Noruega donde asimismo logró los puestos # 1.

## Listas

#### Listas semanales
| Listas (1965)                     | Posición alcanzada |
| --------------------------------- | ------------------ |
| Australia (Kent Music Report)     | 1                  |
| Bélgica (Ultratop 50 Flandes)     | 4                  |
| Bélgica (Ultratop 50 Wailonia)    | 16                 |
| Canadá RPM Top Singles            | 3                  |
| Dinamarca                         | 2                  |
| España                            | 7                  |
| Holanda                           | 13                 |
| Irlanda (IRMA)                    | 1                  |
| Italia                            | 1                  |
| New Zealand                       | 3                  |
| Noruega (VG-lista)                | 1                  |
| Sudáfrica (Springbok)             | 1                  |
| Suecia                            | 2                  |
| UK Singles (OCC)                  | 1                  |
| U.S. Billboard Hot 100            | 3                  |
| U.S. Billboard Adult Contemporary | 1                  |
| U.S. Cash Box Top 100             | 4                  |

| Listas (1977)    | Posición alcanzada |
| ---------------- | ------------------ |
| UK Singles (OCC) | 43                 |

## En la cultura popular
En la miniserie de dos ediciones Elvis de John Carpenter, el actor Kurt Russell que personifica a Elvis en dicha producción, aparece en una escena vestido con el traje clásico de lamé dorado cantando el tema Crying in the chapel en un concierto en vivo tras el egreso de Elvis del servicio militar en Alemania. Ver Elvis (Telefilm)
Russell por su parte había trabajado con Elvis siendo muy joven, en la comedia musical "It happened at the world's fair" ("Sucedió en la feria mundial") de 1963. 